# 370er
Portal Geschichte | Portal Biografien | Aktuelle Ereignisse | Jahreskalender | Tagesartikel

◄ |
3. Jh. |
4. Jahrhundert
| 5. Jh. | ►

◄ |
340er |
350er |
360er |
370er
| 380er | 390er | 400er | ►

370 |
371 |
372 |
373 |
374 |
375 |
376 |
377 |
378 |
379

## Ereignisse
- Der Hunnensturm leitet die große Völkerwanderung ein.

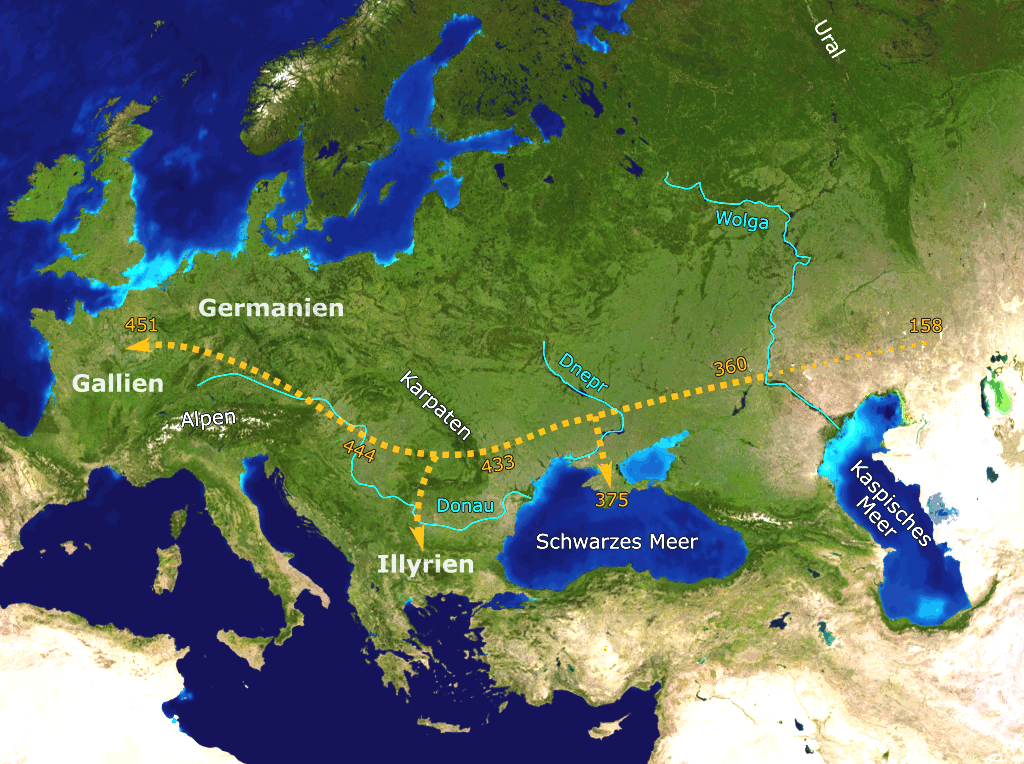
Der Einfall der Hunnen in Europa

- 370: Erste nachweisbare Feier von Christi Himmelfahrt.
- 372: In Korea wird der Buddhismus eingeführt.
- 9. August 378: Schlacht von Adrianopel - Niederlage des römischen Heeres unter Kaiser Valens gegen die Westgoten unter Fritigern.